# 笑福亭福團治
笑福亭 福團治（しょうふくてい ふくだんじ）は、上方落語の名跡。現在は空き名跡となっている。初代笑福亭福松の系統。初代桂春團治系統の桂福團治と混同しやすいが、本来はこちらの方が古い名跡である。

五枚笹は、笑福亭一門の定紋である。

1921年6月、初代桂春蝶が初代桂福團治に改名した際、既にこの笑福亭福團治を名乗る噺家がいたため、4代目笑福亭松鶴が抗議したという。しかし、当時人気絶頂だった初代春團治は、「桂」と「笑福亭」は亭号が違うので別にかまわん、と、これを一蹴した。

## 初代
初代 笑福亭福團治（生没年不詳）は、本名、享年とも不詳。
初代笑福亭福松の門下。活躍時期は明治期から大正期にかけてと思われる。晩年は神戸湊座の寄席に「新講談 笑福亭福團治」の名が見えるのがこの人物。その後も大正末から昭和極初期にかけて端席の寄席に初代か2代目か不明の名が書かれたチラシが見つかっている。主に萬歳の寄席に出ていた。

## 2代目
2代目 笑福亭福團治（生没年不詳）は、本名、享年とも不詳。
初代笑福亭福團治の門下。初名不明。後に2代目福團治を名乗る。昭和40年頃まで、主に新世界の温泉演芸場（後の新花月）などに出演。面長で品のある役者顔であったという。
十八番は『親子茶屋』『仔猫』『鹿政談』『平林』『国なまり』など。非主流派に属したため、地方巡業などで苦労を重ね、講談ネタや浪曲ネタなど何でもこなし、黒紋付で立ったままで落語を演じることも厭わなかったと言う。享年不詳。昭和40年代に没、没したときは70歳代。